# Марианополис Колледж
Марианополис — частный английский колледж, расположен у подножия горы Мон Рояль в Монреале. Является одним из немногих частных английских колледжей в провинции Квебек, а также одним из самых маленьких английских колледжей, с количеством студентов меньше 2000. Несмотря на то, что в основном колледж предлагает двухлетние программы для поступающих в университет, есть и несколько трёхлетних программ для желающих получить двойной диплом о специальном образовании (double-DEC). Эти программы позволяют студентам совмещать изучение естественных и общественных наук с музыкой и искусством.